# سیارک ۷۰۰۵
سیارک ۷۰۰۵ (به انگلیسی: 7005 Henninghaack، نامگذاری:1981ET25) هفت هزار و پنجمین سیارک کشف شده‌است که در ۲ مارس ۱۹۸۱ کشف شد.
قدر مطلق سیارک برابر ۱۸.۶ است.